# Engelhardsgrün
Engelhardsgrün ist eine Wüstung auf dem Gemeindegebiet der Stadt Wallenfels im Landkreis Kronach (Oberfranken, Bayern).

## Geographie
Die Einöde lag auf einer Höhe von 603 m ü. NHN in einer Waldlichtung. Ein Vicinalweg (heute Kreisstraße KC 32/HO 41) führte nach Geroldsgrün (4,5 km nordöstlich) bzw. nach Wolfersgrün (1 km südwestlich).

## Geschichte
Engelhardsgrün wurde in der ersten Hälfte des 19. Jahrhunderts auf dem Gemeindegebiet von Wolfersgrün gegründet. Der Ort wurde letztmals auf einer topographischen Karte von 1905 verzeichnet.

### Einwohnerentwicklung
| Jahr      | 001861 | 001871 | 001885 | 001900 |
| Einwohner | 12     | *      | *      | 7      |
| Häuser    |        |        | *      | 1      |
| Quelle    | [ 5 ]  | [ 6 ]  | [ 7 ]  | [ 8 ]  |

## Religion
Der Ort war ursprünglich katholisch und nach Mariä Geburt (Steinwiesen) gepfarrt.